# Religión de la humanidad

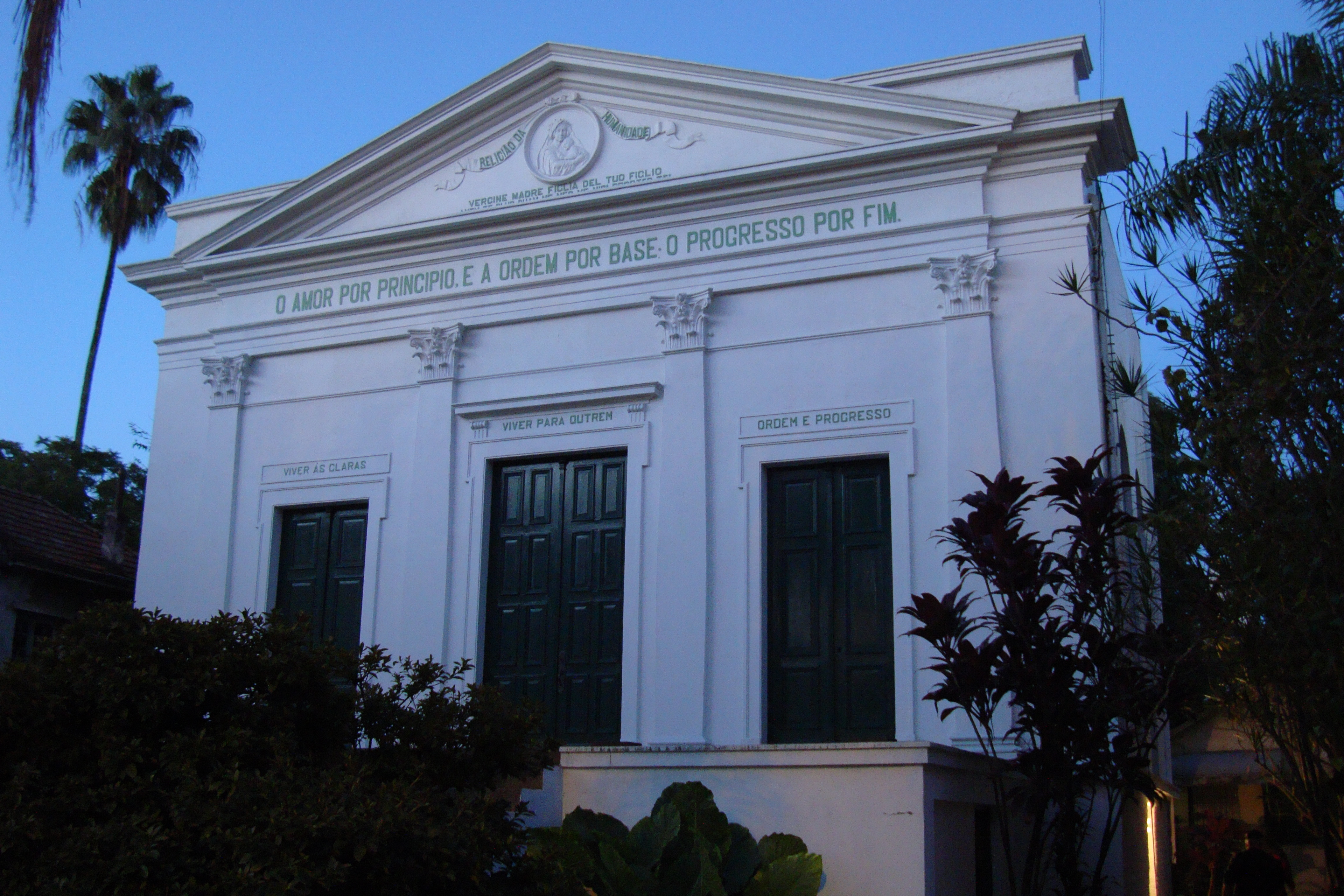
Templo positivista en Porto Alegre.

La religión de la humanidad (en francés: Religion de l'Humanité o église positiviste) es una religión secular creada por Auguste Comte (1798-1857), el fundador de la filosofía positivista. Adeptos de esta religión han construido capillas de la Humanidad en Francia y Brasil.
En los Estados Unidos y Europa, las ideas de Comte influyeron en otros y contribuyeron al surgimiento de sociedades éticas e "iglesias éticas", lo que condujo al desarrollo de la cultura ética, las organizaciones humanistas congregacionales y humanistas seculares.

## Orígenes

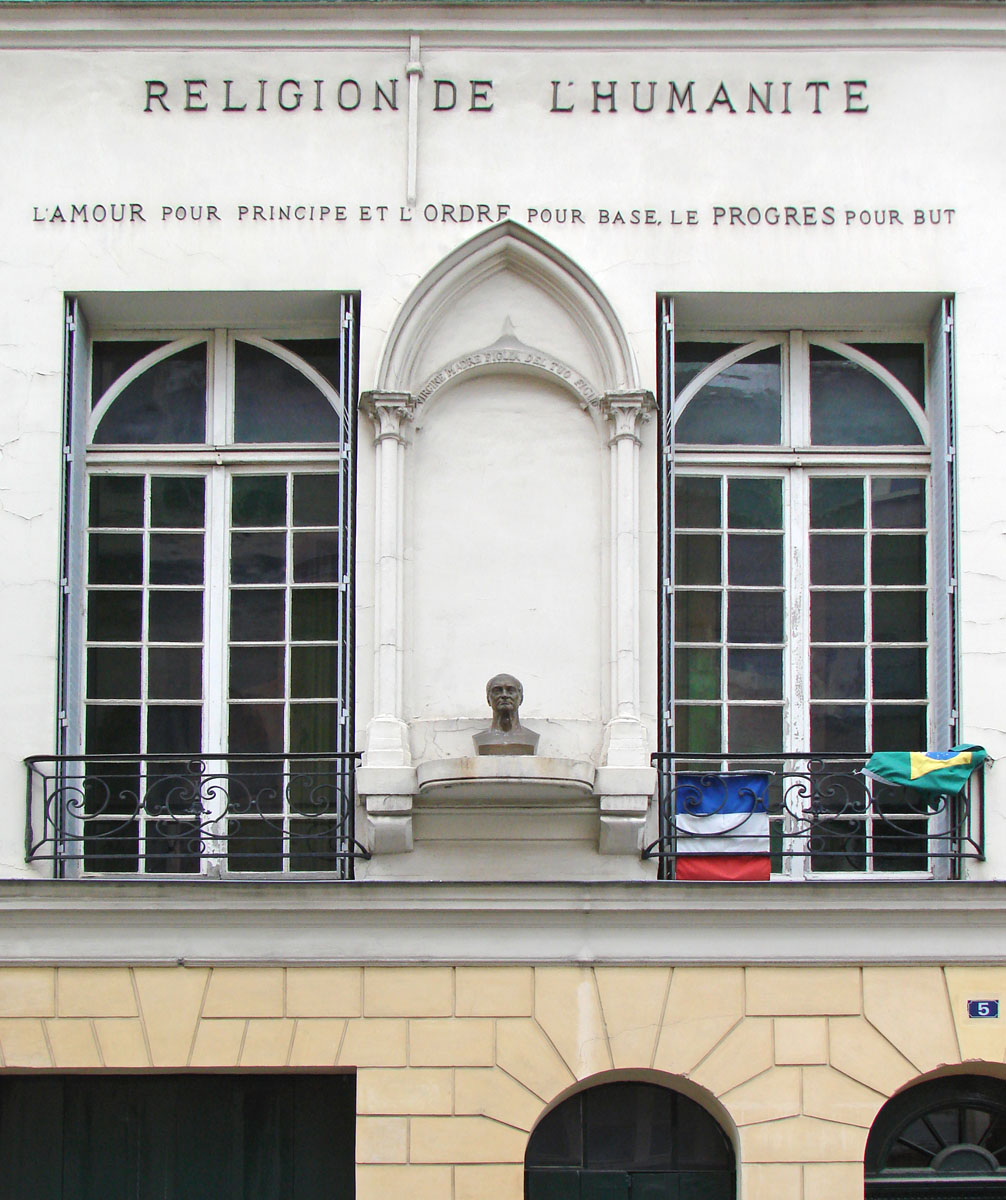
Capilla de la humanidad en París.

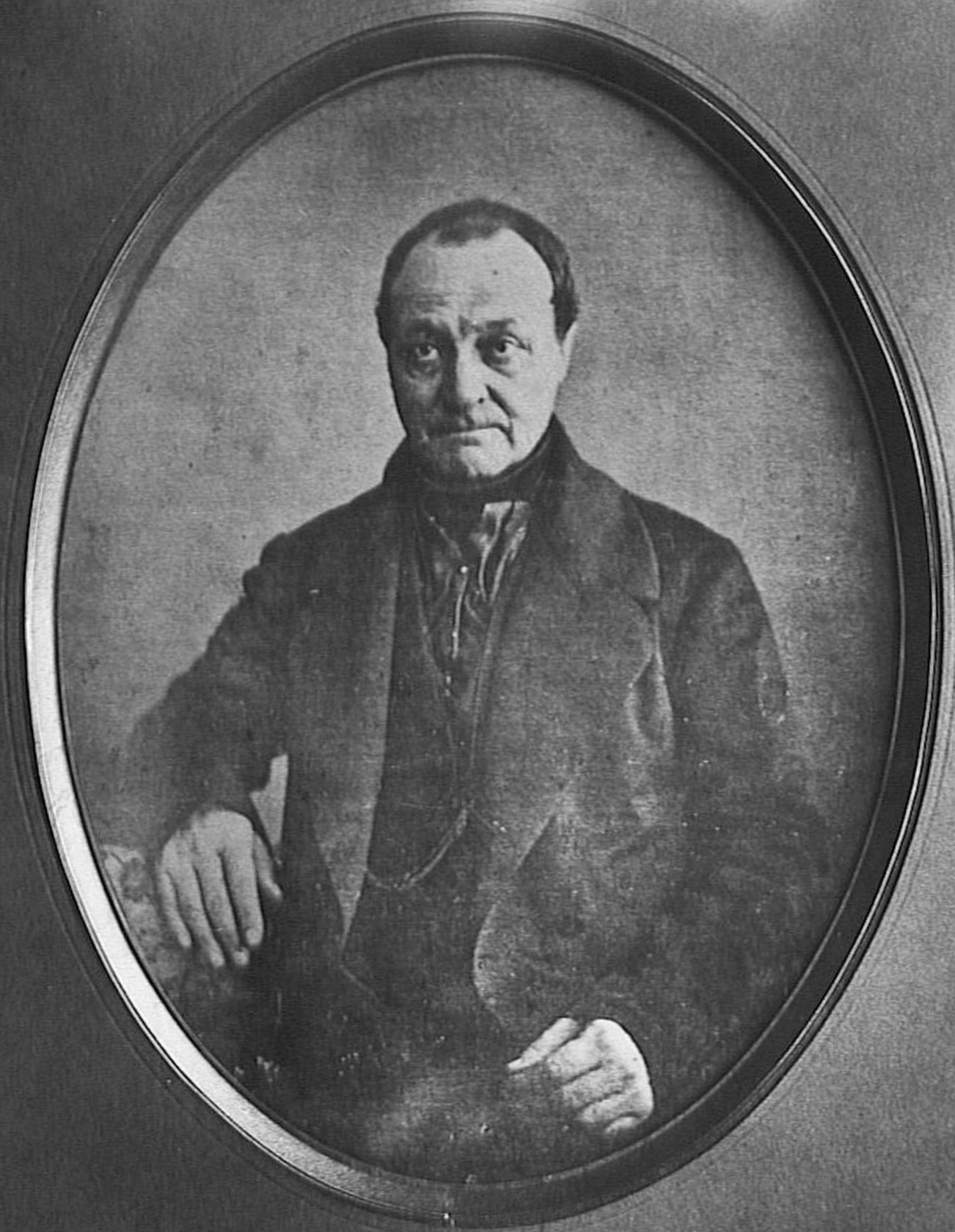
Daguerrotipo de Comte (1849).

Auguste Comte desarrolló la Religión de la Humanidad para las sociedades positivistas con el fin de cumplir la función cohesiva que alguna vez tuvo el culto tradicional. La religión se desarrolló tras la apasionada relación platónica de Comte con Clotilde de Vaux, a quien idealizó tras su muerte. Se convenció de que los valores femeninos encarnaban el triunfo del sentimiento y la moralidad. En una futura sociedad positivista basada en la ciencia también debería haber una religión que tuviera poder únicamente en virtud de la fuerza moral. En 1849, propuso una reforma del calendario llamada "calendario positivista", en la que los meses llevaban el nombre de los líderes, pensadores y artistas más importantes de la historia, y se ordenaban en orden cronológico. Cada día estaba dedicado a un pensador. Mientras que la Religión de la Humanidad veneraba sólo a los individuos que hacían contribuciones positivas y excluía a los que no lo hacían, la religión de Ludwig Feuerbach veneraba a todos los seres humanos.

## Principios
Según Tony Davies, la religión secular y positiva de Comte era "un sistema completo de creencias y rituales, con liturgia y sacramentos, sacerdocio y pontífice, todo organizado en torno a la veneración pública de la Humanidad", conocido como el Nouveau Grand-Être Suprême (Nueva Gran Ser Supremo). "Esto se complementaría más tarde, en una trinidad positivista, con el Gran Fétiche (la Tierra) y el Gran Medio (El Espacio Cósmico)".
En Système de politique positiv (1851-1854), Comte afirmó que los pilares de la religión son:
- altruismo, que conduce a la generosidad y la dedicación desinteresada a los demás.
- Orden: Comte pensaba que después de la Revolución Francesa, la sociedad necesitaba restablecer el orden.
- Progreso: las consecuencias de los avances industriales y técnicos para las sociedades humanas.

En Catéchisme positiviste (1851), Comte definió los siete sacramentos de la Iglesia de la Humanidad:
- Introducción; (nominación y patrocinio)
- Admisión; (fin de la educación)
- Destino; (elección de carrera)
- Matrimonio;
- Jubilación; (63 años),
- Separación; (ritos funerarios),
- Incorporación; (absorción en la historia) – 3 años después de la muerte.

## Liturgia y sacerdocio

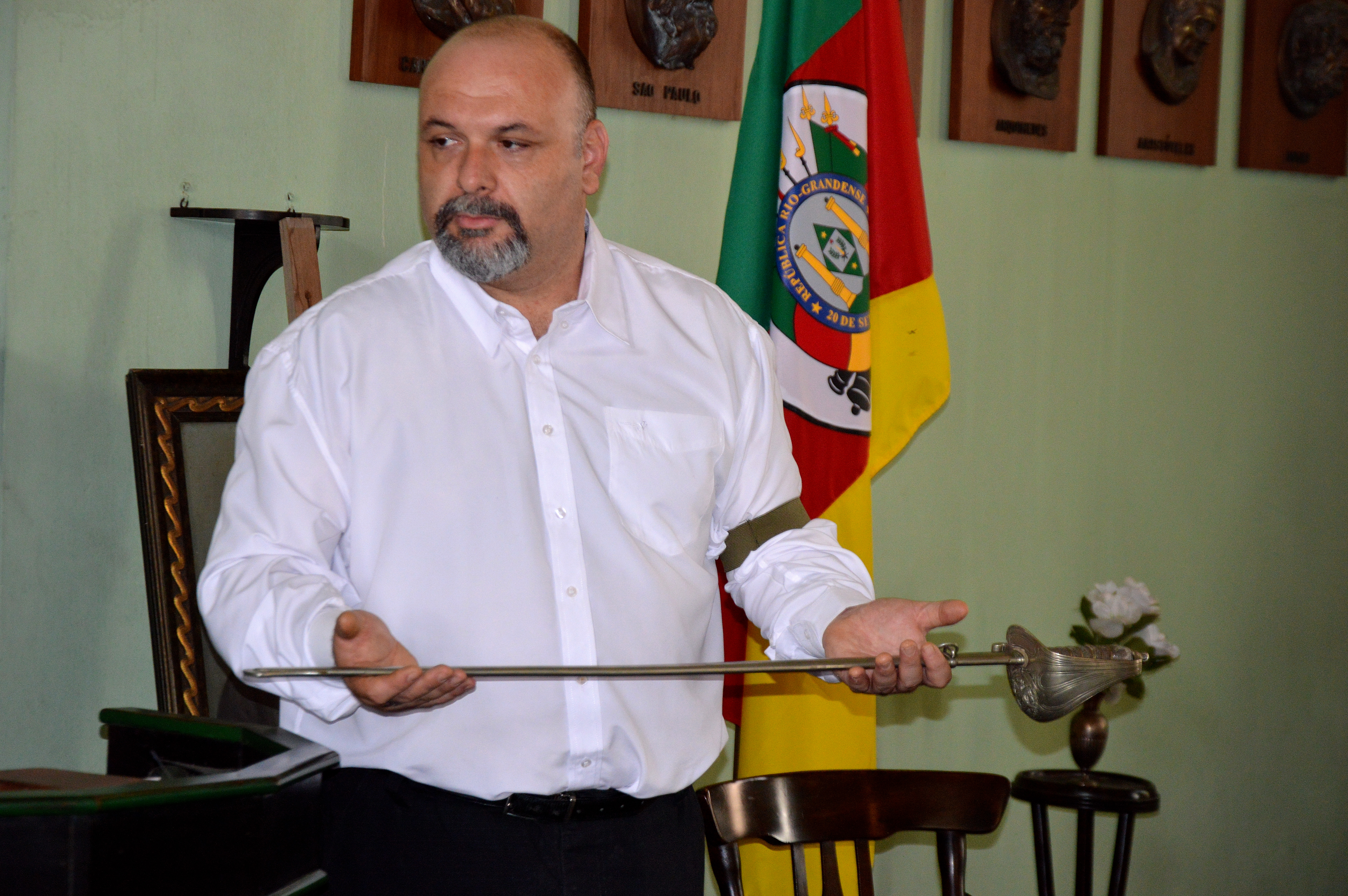
Erlon Jacques de Oliveira, guardián del templo de Porto Alegre.

La religión de la humanidad fue descrita por Thomas Henry Huxley como "catolicismo menos cristianismo". Además de una santísima trinidad de la Humanidad, la Tierra y el Destino, tenía un sacerdocio. Los sacerdotes debían estar casados debido a la influencia ennoblecedora de la condición de mujer. Llevaban a cabo servicios, incluida la oración positivista, que era "una efusión solemne, ya sea en privado o en público, de los sentimientos más nobles de los hombres, inspirándolos con pensamientos más amplios y completos". El propósito de la religión era aumentar el altruismo, de modo que los creyentes actuaran siempre en el mejor interés de la humanidad en su conjunto. Los sacerdotes serían embajadores internacionales del altruismo, enseñarían, arbitrarían en disputas industriales y políticas y dirigirían la opinión pública. Deberían ser eruditos, médicos, poetas y artistas. De hecho, todas las artes, incluidas la danza y el canto, deberían ser practicadas por ellos, como los bardos en las sociedades antiguas.
Esto requirió un largo entrenamiento. Comenzaron a formarse desde los veintiocho años, estudiando en escuelas positivistas. De los treinta y cinco a los cuarenta y dos años, un sacerdote servía como aprendiz como maestro y ritualista. Sólo a la edad de cuarenta y dos años pudo convertirse en sacerdote de pleno derecho. No ganaban dinero y no podían ocupar cargos fuera del sacerdocio. De esta manera su influencia fue puramente espiritual y moral. El Sumo Sacerdote de la Humanidad viviría en París, que sustituiría a Roma como centro de la religión.

## Influencia
Davies sostiene que la filosofía austera y "ligeramente desalentadora" de la humanidad de Comte -considerada sola en un universo indiferente (que sólo puede explicarse mediante la ciencia "positiva") - "fue incluso más influyente en la Inglaterra victoriana que las teorías de Charles Darwin o Karl Marx".
El sistema finalmente no tuvo éxito pero, junto con El origen de las especies de Darwin, influyó en la proliferación de varias organizaciones humanistas seculares en el siglo XIX, especialmente a través del trabajo de secularistas como George Holyoake y Richard Congreve. Aunque los seguidores ingleses de Comte, incluidos George Eliot y Harriet Martineau, rechazaron en su mayor parte toda la panoplia de su sistema, les gustó la idea de una religión de la humanidad y su mandato de "vivre pour altrui" ("vivir para los demás", de donde proviene la palabra "altruismo").
John Stuart Mill provino de críticas profundas, quien defendió a Comte pero descartó su Religión de la Humanidad en un movimiento hacia una diferenciación entre el (bueno) Comte temprano, el autor de El curso de filosofía positiva y el (problemático) último Comte, autor de la Religión. De la humanidad. Si bien simpatizaba con la necesidad de una religión secular y apreciaba el respeto de Comte por "la raza humana, concebida como un todo continuo, que incluye el pasado, el presente y el futuro", Mill pensaba que los detalles del ritualismo de Comte no sólo eran iliberales sino “Ningún hombre podría haberlo escrito si alguna vez se hubiera reído”.
Es difícil evaluar plenamente el impacto social de las ideas de Comte, pero se pueden encontrar ejemplos en la historia. Uno de los devotos seguidores ingleses de Comte había sido Henry Beveridge. Influenciado por las ideas de su padre, el joven William Beveridge sentó las bases del estado de bienestar en Gran Bretaña con un importante informe, precipitando la creación del Servicio Nacional de Salud.

### Influencia internacional
El positivismo comteano era relativamente popular en Brasil. En 1881 Miguel Lemos y Raimundo Teixeira Mendes organizaron la "Iglesia Positivista de Brasil". En 1897 se creó el "Templo de la Humanidad". Los servicios en el Templo podían durar hasta cuatro horas y eso, combinado con cierto rigor moral, provocó cierto declive durante el período republicano. Sin embargo, tuvo atractivo entre la clase militar, ya que Benjamin Constant se unió al grupo antes de romper con él porque consideraba que Mendes y Lemos eran demasiado fanáticos. La conversión de Cândido Rondon resultó más sólida ya que siguió siendo un positivista ortodoxo y un miembro de la fe mucho después de que la importancia de la iglesia disminuyera. Aunque ha decaído, la iglesia aún sobrevive en Brasil. La bandera nacional de Brasil lleva el lema "Ordem e Progresso" ("Orden y Progreso"), inspirado en el lema positivista de Comte: "L'amour pour principe et l'ordre pour base; le progrès pour but" ("Amor como un principio y el orden como base; el progreso como meta").
Comte también influyó en el movimiento político de los Jóvenes Turcos.

## Otros ejemplos
Hay más ejemplos de Religión de la Humanidad iniciada por positivistas, y hay varios autores que han dado el epíteto a la religión que apoyan, sea cual sea la religión. En India, Baba Faqir Chand estableció Manavta Mandir (Templo de la Humanidad) para difundir su religión de la humanidad con actitud científica, como lo explica David C. Lane en un libro The Unknowing Sage. Comte influyó en el pensamiento de los secularistas victorianos George Holyoake (que acuñó el término "secularismo") y Richard Congreve. La religión de la humanidad de Rousseau se denominó claramente religión civil.